# 金麟厚
金 麟厚（キム・イヌ、김인후、きん りんこう、1510年 - 1560年）は、李氏朝鮮の文臣、儒者（朱子学者）。字は厚之。号は川西、湛齋。諡号は文正。東国十八聖人の一人に数えられている。 本貫は蔚山。

## 人物
全羅南道長城郡出身。最初、宋純に学び、崔山斗と金安国に入門した。1531年に科挙の司馬試に及第、李退渓と交友し切磋琢磨した。1540年に登第し、承文院に就き、弘文館正字を拝した。1543年に博士兼侍講院説書に昇級する。世子（のちの仁宗）の輔導を務め、恩遇を受けた。1544年と1555年に中宗と仁宗が相次いで崩御すると、服喪のうちに心疾を発して棄官し、明宗の召命も固辞し、朱子学の講究に没頭して後進の育成に専念した。
著書に「洪範揲蓍作卦図」「天命図」「大学講義跋」「孝経刊誤跋」「河西集」「百総抄解」などがある。

## 朱子学上の主な業績
- 徐敬徳の頓悟の捷経に流れる弊害を批判したこと。
- 李恒 (李氏朝鮮)（朝鮮語版）が道器の分を混合して、太極と陰陽は一物としたことを誤謬として退けたこと。
- 盧守慎が羅欽順の説を主として人心道心は体用の関係にあるとしたことを論弁したこと。
- 奇大升の質問に答えて李退渓の四端七情理気互発説の批判の肯綮を説き、李珥の気発理乗の理気一途説の源流を成したこと。